# 静岡ジェード
静岡ジェード（しずおかジェード、英: Shizuoka Jade）は、Tリーグに所属し、静岡市を本拠地とする卓球のクラブチーム。静岡市北部のオクシズ地域を拠点とする。

## 概要
2022年12月7日に2023シーズンからのTリーグ男子への参入が認められた（チーム名は未定）。
2023年2月1日、チーム名が「静岡ジェード」に決定。「ジェード」とは、静岡市の鳥「カワセミ」の漢字表記「翡翠」の英訳「Jade」が由来。

## 選手とスタッフ

### 選手
| 背番号          | 国       | 選手名   | ランク | 戦型                 | 備考     |
| #6              | 日本の旗 | 坂井雄飛 | ☆      | 左シェークドライブ型 |          |
| #8              | 日本の旗 | 川上尚也 | ☆      | 右シェークドライブ型 |          |
| #19             | 日本の旗 | 英田理志 | ☆2     | 右シェークカット型   |          |
| #24             | 日本の旗 | 西康洋   | ☆      | 左シェークドライブ型 |          |
| #31             | 日本の旗 | 龍崎東寅 | ☆2     | 右シェークドライブ型 |          |
| #45             | 日本の旗 | 森薗政崇 | ☆3     | 左シェークドライブ型 | 監督兼任 |
| #51             | 日本の旗 | 濵田一輝 | ☆2     | 右シェークドライブ型 |          |
| #85             | 日本の旗 | 松下大星 | ☆2     | 右ペンドライブ型     |          |
| 2024-25シーズン |          |          |        |                      |          |

### スタッフ
| 役職             | 氏名     | 備考 |
|                  | 寺島大祐 |      |
|                  | 高島規郎 |      |
| 監督             | 森薗政崇 |      |
| コーチ           | 姫野翼   |      |
| コーチ           | 阿部一博 |      |
| 2024-25 シーズン |          |      |